# موریس آکر
موریس آکر (انگلیسی: Maurice Acker؛ زادهٔ ۲۵ ژوئن ۱۹۸۷) بازیکن بسکتبال اهل ایالات متحده آمریکا است.